# Blommersia angolafa
Blommersia angolafa es una especie de anfibio anuro de la familia Mantellidae.

## Distribución geográfica
Esta especie es endémica de Madagascar. Habita entre los 90 y 508 m de altitud en los parques y reservas de Ambatovaky, Betampona, Masoala y Zahamena. Vive en las selvas tropicales que contienen palmas del género Dypsis.

## Descripción
Esta especie mide de 17 a 21 mm. Se asocia con las palmeras Dypsis hovomantsina, Dypsis lastelliana y Dypsis tsaravoasira por su reproducción.

## Etimología
Su epíteto específico, proviene del malgache angolafa o angolafao, nombre vernáculo usado por los Betsimisarakas para designar a la especie del género Dypsis, le fue dado en referencia a la relación muy fuerte que esta especie tiene con estas palmas y en particular un refugio en la alfombra de sus hojas muertas.

## Publicación original
- Andreone, Rosa, Noël, Crottini, Vences & Raxworthy, 2010 : Living within fallen palm leaves: the discovery of an unknown Blommersia (Mantellidae: Anura) reveals a new reproductive strategy in the amphibians of Madagascar. Naturwissenschaften, vol. 97, p. 525–543.[4]